# Microrregión de Dracena
La microrregión de Dracena es una de las microrregiones del estado brasilero de São Paulo perteneciente a la mesorregión Presidente Prudente. Su población fue estimada en 2006 por el IBGE en 108.316 habitantes y está dividida en diez municipios. Posee un área total de 2.860,996 km².

## Municipios
- Dracena
- Junqueirópolis
- Monte Castelo
- Nova Guataporanga
- Ouro Verde
- Panorama
- Paulicéia
- Santa Mercedes
- São João do Pau-d'Alho
- Tupi Paulista

- Datos: Q2597839